# Các vụ đánh bom Istanbul tháng 12 năm 2016
Vào tối ngày 10 tháng 12 năm 2016, hai vụ nổ gây ra bởi một vụ đánh bom xe liều chết và đánh bom ở Besiktas của Istanbul giết chết 46 người and injured 166 others. và làm bị thương 166 người khác. 36 nạn nhân là nhân viên cảnh sát, 8 là dân thường và một vẫn chưa được xác định. Những người bị thương vẫn còn trong tình trạng nguy kịch. Tổ chức Các con cắt tự do Kurdistan (TAK) nhận nhận trách nhiệm, tuyên bố rằng các thành viên của họ đã giết chết hơn 100 sĩ quan cảnh sát.

## Bối cảnh
Trước đó vào năm 2016, Thổ Nhĩ Kỳ đã bị ảnh hưởng bởi một số vụ đánh bom được thực hiện bởi Nhà nước Hồi giáo Iraq và Levant (ISIL) và Những con cắt Tự do Kurdistan (TAK). Các nguy hiểm nhất của các vụ đánh bom đã được các Gaziantep, giết chết hơn 50 người. Đây là vụ tấn công khủng bố thứ bảy tại Istanbul vào năm 2016. Cuộc tấn công sân bay Ataturk là vụ tấn công đẫm máu đã xảy ra tại Istanbul vào năm 2016.

## Vụ đánh bom
Vụ nổ đầu tiên là một vụ đánh bom xe ở phía trước của Vodafone Arena. Khoảng 300–400 kg (660-880 lb) thuốc nổ với bột viên sắt được sử dụng trong các cuộc tấn công. Nó nhằm vào một nhóm cảnh sát chống bạo động đó đã từng giám sát các khán giả của một trận đấu rời khỏi nhà ga; vụ tấn công xảy ra sau khi các khán giả đã để lại. Theo báo cáo của NTV cho rằng vụ đánh bom nhằm vào một xe cảnh sát rời khỏi sân vận động. Một trận đấu bóng đá của Giải vô địch bóng đá Thổ Nhĩ Kỳ 2016-17 giữa Besiktas (BJK) và Bursaspor đã xảy ra khoảng một tiếng rưỡi trước khi vụ nổ và các vụ đánh bom xảy ra ở lối ra cho những người ủng hộ Bursaspor. Bursaspor phát hành một tuyên bố từ tài khoản Twitter chính thức của mình, nói rằng không ai trong số những người ủng hộ của nó đã bị thương. 